# Gärtringen
Gärtringen ist eine Gemeinde im Landkreis Böblingen in Baden-Württemberg. Die Gemeinde liegt am Rand des Schönbuchs zwischen Böblingen und Herrenberg.

## Geographie

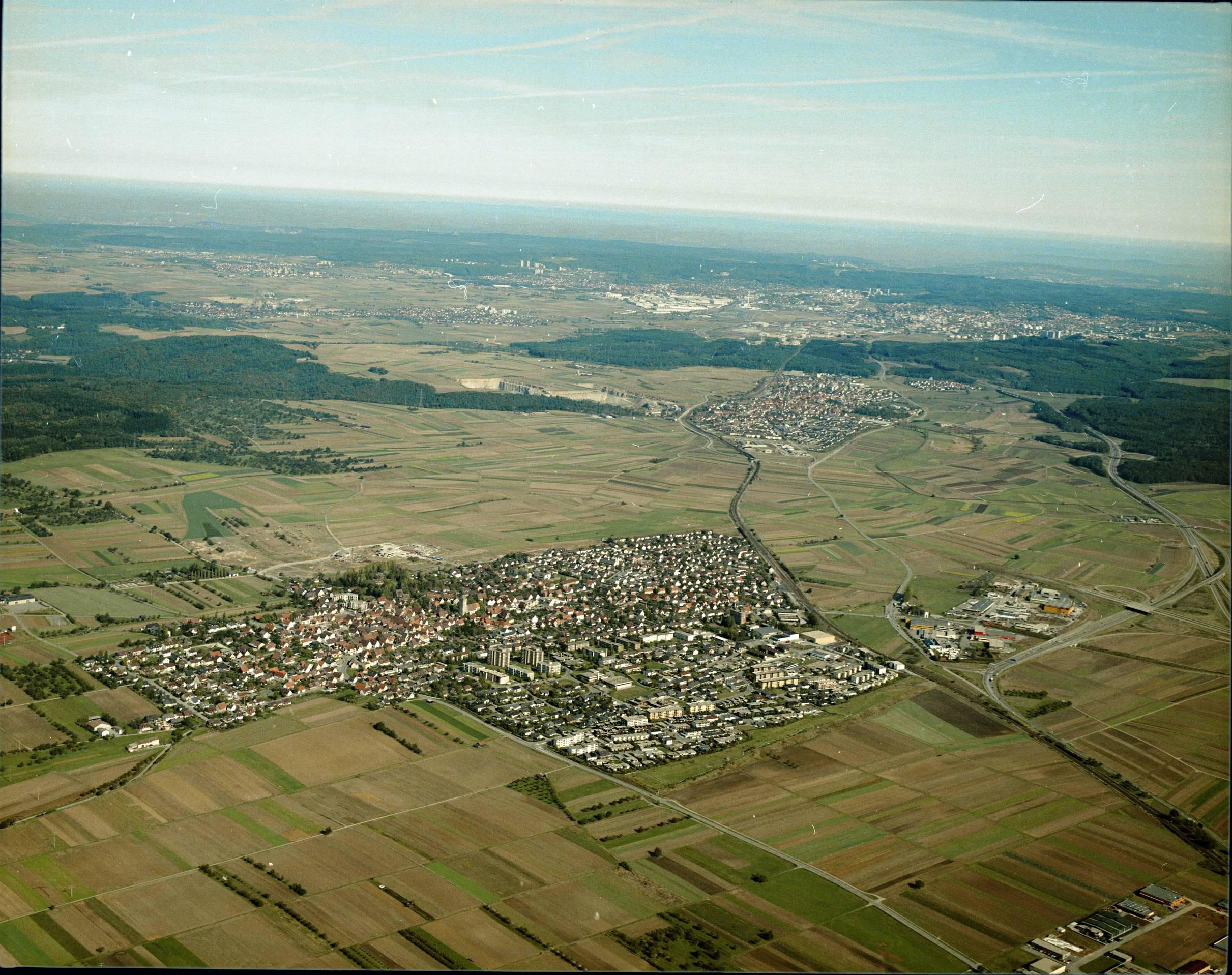
Luftbild von Südwest, 1983

### Geographische Lage
Die Gemeinde Gärtringen liegt zwischen Hecken- oder Schlehengäu und Schönbuch. In südlicher Richtung erstreckt sich eine kleine Ebene, die durch den in der Nachbargemarkung Nufringen entspringenden Krebsbach gebildet wird, der in die Würm mündet. Unmittelbar südlich von Rohrau beginnt das ausgedehnte Waldgebiet des Schönbuches. In nördlicher und westlicher Richtung steigt das Gelände gleichmäßig zum Schwarzwald hin an. Das Gebiet der Gemeinde Gärtringen ist relativ arm an eigenen Quellen, so dass es nur wenige ständig wasserführende Gräben und Bäche (Krebsbach, Keltergraben, Brühl-/Hungergraben) gibt und die Wasserversorgung teilweise durch Bodenseewasser gesichert wird.

### Gemeindegliederung
Gärtringen besteht aus den beiden Ortsteilen Gärtringen und Rohrau. Die offizielle Bezeichnung des Ortsteils Rohrau lautet Gärtringen-Rohrau. Die beiden Ortsteile bilden Wohnbezirke im Sinne der baden-württembergischen Gemeindeordnung. Der Ortsteil Rohrau bildet zudem eine Ortschaft im Sinne der baden-württembergischen Gemeindeordnung mit direkt gewählten Ortschaftsrat und ehrenamtlich tätigen Ortsvorsteher (seit dem 4. November 2014 Torsten Widmann). Zum Ortsteil Gärtringen gehören Gärtringen und die aus Aussiedlerhöfen bestehende Siedlung Waldhöfe im Westen von Gärtringen sowie die abgegangenen Ortschaften (Wüstungen) Edelburg, Hartheim und Wislingen. Zum Ortsteil Rohrau gehört ausschließlich das Dorf Rohrau.

### Neubaugebiete
Im mittlerweile zum Großteil besiedelten Wohngebiet Kayertäle entstehen auf 27 Hektar Fläche insgesamt 800 Wohneinheiten, 2000 Bürger sollen einmal hier ihr Zuhause haben. Bis Herbst 2017 sollte ein weiteres acht Hektar großes Wohngebiet im Nordwesten von Gärtringen (Lammtal) erschlossen werden.
Das Gewerbegebiet Am S-Bahnhof bietet ansiedlungswilligen Betrieben Gewerbeflächen mit direkter Anbindung an S-Bahn und Autobahn. In den letzten fünf Jahren konnten so in den Gärtringer Gewerbegebieten bereits 800 neue Arbeitsplätze geschaffen werden. Bewusst hat die Gemeinde neue Wohnbauflächen und das neue Gewerbegebiet unter dem Motto „Wohnen und Arbeiten in Gärtringen“ miteinander kombiniert. Im Mai 2009 wurde die Erschließung des Gewerbegebietes Riedbrunnen am östlichen Ortsrand beschlossen. Dort wurde 2011 auf 4,6 ha Fläche eine ausgedehnte Niederlassung des Tiefkühllogistikunternehmens Nordfrost errichtet.

### Schutzgebiete
Gärtringen hat Anteil am Natur- und Landschaftsschutzgebiet Krebsbachaue. Weitere Landschaftsschutzgebiete auf dem Gemeindegebiet sind das Gebiet um das Heiligenwäldle und südlich des Buchenberges, das Gärtringer Tal mit Eckberg, Bärenstall, Heckental, Steinenberg, Höhnle, Unterer Grund mit Umgebung, Geländeteile westlich und nördlich der Ketterlenshalde (Füllesbrunnen, beim Kaiserbusch und Birkensee), der Schönbuchrand unter den Rohrauer Köpfen und das Landschaftsschutzgebiet Schönbuch. Zudem hat die Gemeinde östlich von Rohrau Anteil am FFH-Gebiet, am Vogelschutzgebiet und am Naturpark Schönbuch.

## Geschichte

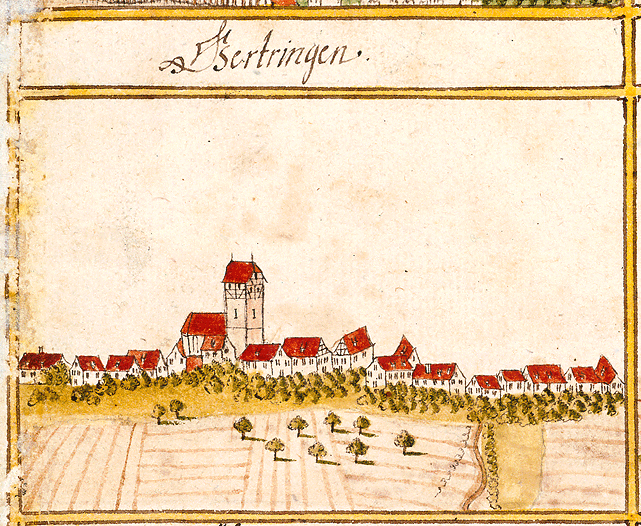
Gärtringen 1681, Forstlagerbuch von Andreas Kieser

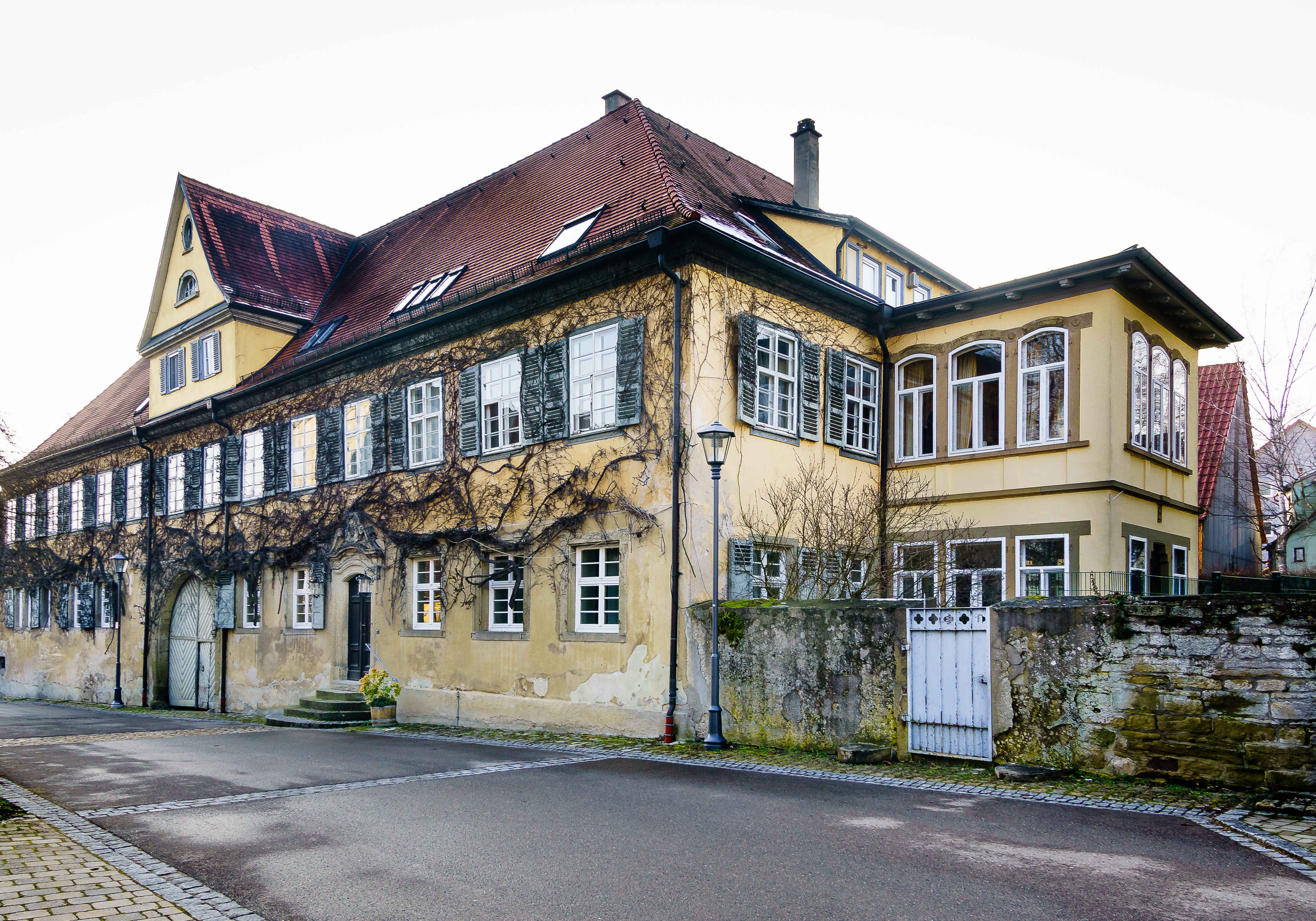
Schloss Gärtringen

Älteste Siedlungsspuren auf der Gemarkung stammen aus der Hallstattzeit. Alte, möglicherweise römische, Siedlungsreste sind am Hardtheimer Brünnele zu finden. Der Ortsname „Gärtringen“ ist alemannischen Ursprungs, wobei die Siedlung wohl nach einem Gartheri benannt ist. Gärtringen wird erstmals 1140 urkundlich erwähnt. Ursprünglich der Grafschaft Calw, dann den Pfalzgrafen von Tübingen unterstehend, kam die Gemeinde 1382 an Württemberg.
Eigener Adel am Ort lässt sich vom 12. Jahrhundert bis 1559 nachweisen. Zuletzt belegt sind die 1559 mit Hans von Gärtringen ausgestorbenen Herren von Gärtringen genannt Harder. Ab dem 17. Jahrhundert waren Vertreter der württembergischen Ehrbarkeit im Besitz der vormals adligen Güter, darunter ab 1610 der württembergische Rat und Kammersekretär Johann Sattler und ab 1640 bis heute die Familie Hiller, deren Wurzeln in Pöttmes bei Augsburg liegen und die 1703 zu Freiherren Hiller von Gärtringen erhoben wurden.
Bei der Neugliederung des jungen Königreichs Württemberg am Anfang des 19. Jahrhunderts blieb das altwürttembergische Gärtringen dem seit Jahrhunderten zugehörigen Amt bzw. seit 1758 Oberamt Herrenberg weiterhin unterstellt.
Im Jahre 1879 wurde der Bahnhof Gärtringen der Württembergischen Eisenbahn eröffnet. Er liegt einige hundert Meter vom damaligen Siedlungsgebiet entfernt.
Bei der Kreisreform während der NS-Zeit in Württemberg gelangte Gärtringen 1938 zum Landkreis Böblingen. Im Jahre 1945 geriet Gärtringen in die Amerikanische Besatzungszone und gehörte somit zum neu gegründeten Land Württemberg-Baden, das 1952 im jetzigen Bundesland Baden-Württemberg aufging.
Seit dem Zweiten Weltkrieg hat sich die Einwohnerzahl durch die Nähe zu den Industriestandorten Böblingen, Sindelfingen und Stuttgart und aufgrund der vorhandenen Eisenbahnanbindung vervielfacht. Dieser Zuwachs hält nicht zuletzt durch den Anschluss an die Autobahn A 81 ab Ende der 1970er Jahre und dem seit 1992 bestehenden S-Bahn-Anschluss im Verkehrs- und Tarifverbund Stuttgart bis heute an.
Ungefähr 2500 Meter nordwestlich von Gärtringen, an der westlichen Kante des Gärtringer Tals, befindet sich der Burgstall Edelburg.

### Einwohnerentwicklung
Es handelt sich um Einwohnerzahlen nach dem jeweiligen Gebietsstand. Die Zahlen sind Volkszählungsergebnisse (¹) oder amtliche Fortschreibungen des Statistischen Landesamtes Baden-Württemberg (nur Hauptwohnsitze).
| Jahr                 | Einwohner |
| -------------------- | --------- |
| 1. Dezember 1871 ¹   | 1.773     |
| 1. Dezember 1880 ¹   | 1.940     |
| 1. Dezember 1890 ¹   | 1.952     |
| 1. Dezember 1900 ¹   | 1.875     |
| 1. Dezember 1910 ¹   | 1.932     |
| 16. Juni 1925 ¹      | 2.039     |
| 16. Juni 1933 ¹      | 2.071     |
| 17. Mai 1939 ¹       | 2.194     |
| 13. September 1950 ¹ | 3.238     |
| 6. Juni 1961 ¹       | 4.129     |

| Jahr              | Einwohner |
| ----------------- | --------- |
| 27. Mai 1970 ¹    | 6.355     |
| 31. Dezember 1980 | 9.491     |
| 27. Mai 1987 ¹    | 10.147    |
| 31. Dezember 1990 | 10.731    |
| 31. Dezember 1995 | 11.038    |
| 31. Dezember 2000 | 11.341    |
| 31. Dezember 2005 | 11.949    |
| 31. Dezember 2010 | 12.116    |
| 31. Dezember 2015 | 11.882    |
| 31. Dezember 2020 | 12.684    |

### Religionen
Gärtringen ist traditionell überwiegend evangelisch geprägt (evangelische Pfarrämter Gärtringen-Ost und -West sowie Rohrau), wenngleich die katholische Gemeinde St. Michael mittlerweile 2.600 Mitglieder hat. Durch den Zuzug von Bürgern ausländischer Herkunft in den letzten Jahrzehnten sind auch andere Religionen vertreten, hierzu sind allerdings keine Zahlen bekannt.

### Eingemeindungen
Rohrau
Der am 1. September 1971 eingemeindete Ort Rohrau mit rund 1600 Einwohnern am Fuße des Schönbuchs ist historisch durch den bis ins 20. Jahrhundert betriebenen Abbau von Rhätsandstein und durch die Sandmühle bekannt. Im späten Mittelalter wurde Rohrau durch eine Burg im Schönbuch und eine Wasserburg am heutigen Kirchplatz geprägt. Die alte Rohrauer Kirche am Kirchplatz musste 1974 aufgrund von Bauschäden infolge von Geländesenkungen abgerissen werden und wurde durch die Christuskirche am Eisenbergle ersetzt.
In Rohrau gibt es wenig Gewerbe, der einzige Industriebetrieb ist ein Mineralwasser-Abfüller. Durch Rohrau fließt der Krebsbach (Würm).

## Politik

### Gemeinderat
Der Gemeinderat in Gärtringen besteht aus 22 Mitgliedern und dem Bürgermeister als Vorsitzendem. Der Bürgermeister ist im Gemeinderat stimmberechtigt. Die Kommunalwahl am 9. Juni 2024 führte zu folgendem Endergebnis.
| Parteien und Wählergemeinschaften | Parteien und Wählergemeinschaften           | % 2024  | Sitze 2024 | % 2019 | Sitze 2019 | Kommunalwahl 2024 %403020100 35,73 %30,14 %18,50 %7,65 %7,99 % FWCDUGLSPDFDPGewinne und Verlusteim Vergleich zu 2019 %p 4 2 0 −2 −4+1,59 %p+3,94 %p−3,99 %p−2,23 %p+0,71 %pFWCDUGLSPDFDP |
| FW                                | Freie Wähler in Gärtringen e. V.            | 35,73   | 8          | 34,14  | 7          | Kommunalwahl 2024 %403020100 35,73 %30,14 %18,50 %7,65 %7,99 % FWCDUGLSPDFDPGewinne und Verlusteim Vergleich zu 2019 %p 4 2 0 −2 −4+1,59 %p+3,94 %p−3,99 %p−2,23 %p+0,71 %pFWCDUGLSPDFDP |
| CDU                               | Christlich Demokratische Union Deutschlands | 30,14   | 6          | 26,20  | 6          | Kommunalwahl 2024 %403020100 35,73 %30,14 %18,50 %7,65 %7,99 % FWCDUGLSPDFDPGewinne und Verlusteim Vergleich zu 2019 %p 4 2 0 −2 −4+1,59 %p+3,94 %p−3,99 %p−2,23 %p+0,71 %pFWCDUGLSPDFDP |
| GRÜNE                             | Grüne Liste                                 | 18,50   | 4          | 22,49  | 5          | Kommunalwahl 2024 %403020100 35,73 %30,14 %18,50 %7,65 %7,99 % FWCDUGLSPDFDPGewinne und Verlusteim Vergleich zu 2019 %p 4 2 0 −2 −4+1,59 %p+3,94 %p−3,99 %p−2,23 %p+0,71 %pFWCDUGLSPDFDP |
| SPD                               | Sozialdemokratische Partei Deutschlands     | 7,65    | 2          | 9,88   | 2          | Kommunalwahl 2024 %403020100 35,73 %30,14 %18,50 %7,65 %7,99 % FWCDUGLSPDFDPGewinne und Verlusteim Vergleich zu 2019 %p 4 2 0 −2 −4+1,59 %p+3,94 %p−3,99 %p−2,23 %p+0,71 %pFWCDUGLSPDFDP |
| FDP                               | Freie Demokratische Partei                  | 7,99    | 2          | 7,28   | 2          | Kommunalwahl 2024 %403020100 35,73 %30,14 %18,50 %7,65 %7,99 % FWCDUGLSPDFDPGewinne und Verlusteim Vergleich zu 2019 %p 4 2 0 −2 −4+1,59 %p+3,94 %p−3,99 %p−2,23 %p+0,71 %pFWCDUGLSPDFDP |
| gesamt                            | gesamt                                      | 100,0   | 22         | 100,0  | 22         | Kommunalwahl 2024 %403020100 35,73 %30,14 %18,50 %7,65 %7,99 % FWCDUGLSPDFDPGewinne und Verlusteim Vergleich zu 2019 %p 4 2 0 −2 −4+1,59 %p+3,94 %p−3,99 %p−2,23 %p+0,71 %pFWCDUGLSPDFDP |
| Wahlbeteiligung                   | Wahlbeteiligung                             | 66,35 % | 66,35 %    | 66,2 % | 66,2 %     | Kommunalwahl 2024 %403020100 35,73 %30,14 %18,50 %7,65 %7,99 % FWCDUGLSPDFDPGewinne und Verlusteim Vergleich zu 2019 %p 4 2 0 −2 −4+1,59 %p+3,94 %p−3,99 %p−2,23 %p+0,71 %pFWCDUGLSPDFDP |

### Bürgermeister
- 1899–1932 Heinrich Gärttner
- 1932–1933 Eugen König
- 1933–1938 Johannes Merz
- 1938–1945 Gustav Reule
- Juni–Sep. 1945 Heinrich Schäfer
- Sep. 1945–1946 Franz Xaver Frey
- 1946–1947 Gottlieb Eppler
- 1947–1948 Walter Bauer (komm.)
- 1948–1953 Walter Mayle
- 1953–1983 Herbert Holder
- 1983–1999 Hans Drexler
- 1999–2015: Michael Weinstein
- seit 1. April 2015: Thomas Riesch[11][12]

### Wappen
| Wappen der Gemeinde Gärtringen | Blasonierung: „In gespaltenem Schild vorne [[[Heraldik\|heraldisch]] links] in Rot ein nach links gekehrter goldener (gelber) Adlerfang, hinten in Gold (Gelb) ein roter Kelch.“ |
| Wappen der Gemeinde Gärtringen | Wappenbegründung: Der Kelch – vielleicht ein Hinweis auf das Stift Herrenberg, dem die Gärtringer Veitskirche inkorporiert war – ist als Flecken- beziehungsweise Marksteinzeichen seit 1681 überliefert. Der Adlerfang, dessen Bedeutung nicht bekannt ist, lässt sich seit 1920 als Wappenfigur der Gemeinde in deren Siegel nachweisen. Zunächst ist sie allein in den 1920 von der Archivdirektion Stuttgart festgelegten Herrenberger Farben Gold und Rot im Gemeindewappen abgebildet worden. Auf Wunsch der Gemeinde wurde 1956 das jetzige, um das alte Fleckenzeichen vermehrte Wappen eingeführt und vom Innenministerium am 24. Juli 1957 bestätigt. |

Wappen der ehemals eigenständigen Gemeinde

Rohrau

### Partnergemeinde

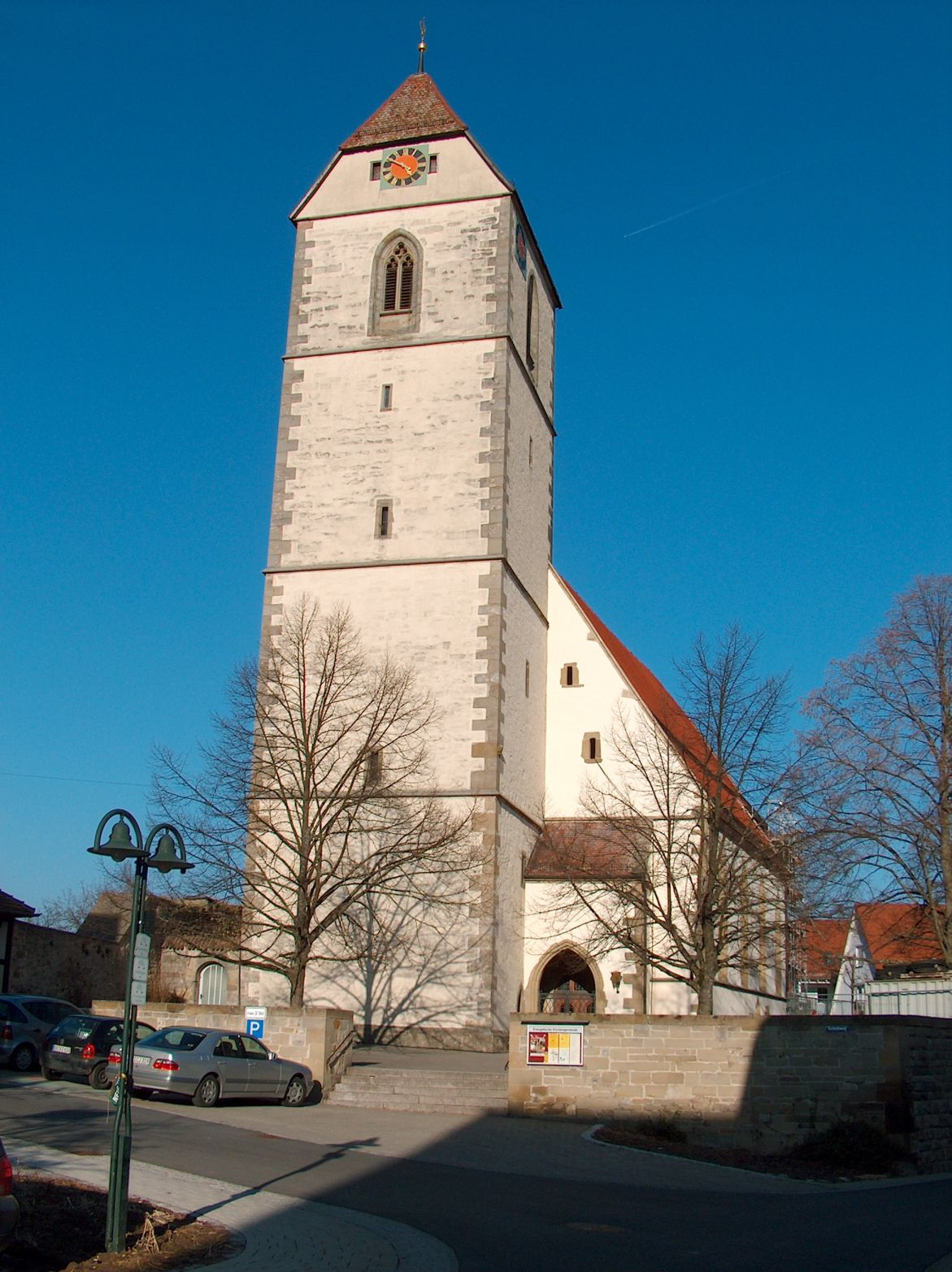
Gärtringer Kirche

Gärtringen unterhält seit 1976 partnerschaftliche Beziehungen zu Rohrau in Niederösterreich.

## Sehenswürdigkeiten
- Schloss Gärtringen; ehemaliger Herrensitz der Freiherren Hiller von Gaertringen, am Schlossweg, erbaut 1728
- Spätgotische Dorfkirche St. Veit, Kirchstraße/Ecke Schlossweg, erstmals 1275 erwähnt
- Park um die Villa Schwalbenhof (Kiefer-Park)
- Friedrich-Sieburg-Gedenkstätte in der Villa Schwalbenhof
- Historische Sandmühle mit Schmiede in Rohrau, Hildrizhauser Straße/Hanfweg
- Naturdenkmal Friedenslinde, am Aidlinger Weg nördlich Gärtringen

## Wirtschaft und Infrastruktur

### Wirtschaft
Viele Gewerbebetriebe vom Handwerksbetrieb bis zum großen Logistikzentrum bieten eine Vielzahl von Arbeitsplätzen am Ort.

### Verkehr

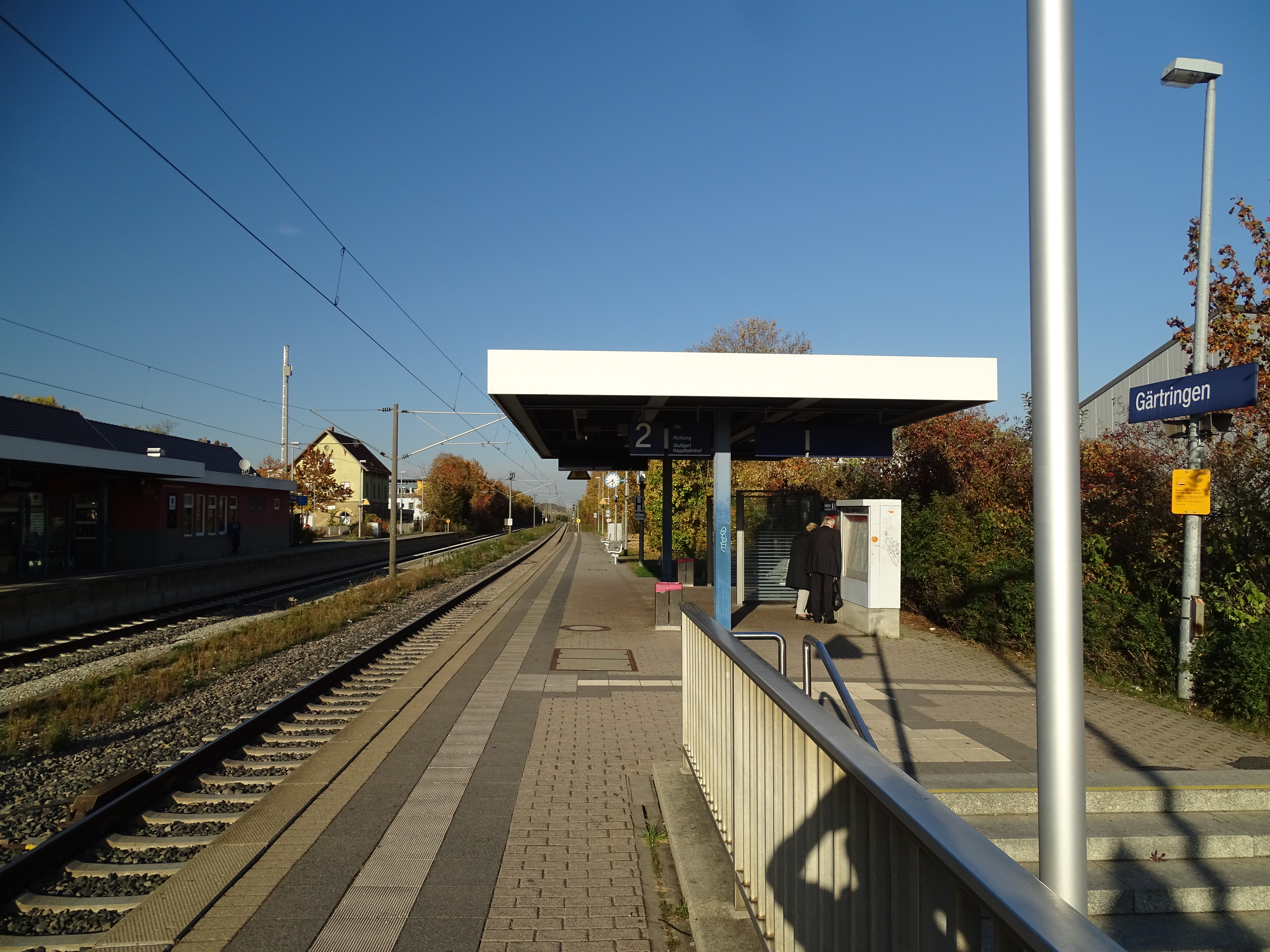
Bahnhof Gärtringen

Gärtringen ist über die Bundesautobahn 81 (Stuttgart–Singen) zu erreichen. Eine Besonderheit ist, dass, von Süden kommend, die Abfahrt über die linke Spur erfolgt. Sie kam dadurch zustande, dass dem Kreuzungsbauwerk beim Bau in den 1970er Jahren die Funktion eines Autobahnkreuzes (A 81/A 831) zugedacht war, die vorgesehenen Rampen jedoch als Anschlussstelle benutzt wurden.
Der Bahnhof Gärtringen liegt an der Bahnstrecke Stuttgart–Horb und wird von der Linie S1 (Kirchheim (Teck)–Stuttgart–Herrenberg) der S-Bahn Stuttgart bedient, die in der Hauptverkehrszeit im 15-Minuten-Takt fährt.
Durch eine Alltagsroute aus dem Radnetz Baden-Württemberg ist Gärtringen über Ehningen mit Böblingen und in der anderen Richtung über Nufringen mit Herrenberg verbunden. 

### Bildungseinrichtungen/Kinderbetreuung
Mit der Theodor-Heuss-Realschule, der Ludwig-Uhland-Schule (Grund- und Gemeinschaftsschule) und den beiden Grundschulen Peter-Rosegger-Schule und Joseph-Haydn-Schule Rohrau gibt es vier Schulen im Ort.
Zur Betreuung von Kindern stehen 9 ausschließlich kommunale Kindertageseinrichtungen (auch mit Krippen- und Ganztagsgruppen) bereit.

### Freizeit
Über 50 Vereine und Organisationen sowie die Kirchen bieten vielfältige Freizeitmöglichkeiten und betreiben Jugendarbeit. In Gärtringen bestehen fünf Turn- und Sporthallen, eine Tennishalle, ein Freibad, eine Bibliothek, sowie die Villa Schwalbenhof, ein Kulturzentrum mit Kleinkunstbühne.
Naherholungsmöglichkeiten bestehen im direkt anschließenden Naturpark Schönbuch und im Schwarzwald.

### Ärztliche Versorgung
Die ärztliche Versorgung ist durch vier Allgemeinärzte, einen Schmerztherapeuten, eine Frauenärztin, zwei Fachärzte für Innere Medizin, einen Kinderarzt und fünf Zahnärzte gewährleistet.

### Pflege
Im Ortszentrum liegt das Seniorenheim Samariterstift. Dort bestehen 72 Pflegeplätze und 20 betreute altengerechte Wohnungen. Dort und über die Gemeinde werden eine vielfältige offene Seniorenarbeit angeboten mit Mittagstisch, Kaffeetafel und verschiedenen kulturellen Veranstaltungen.

## Persönlichkeiten

### Ehrenbürger
- 1983: Herbert Holder (* 1922; † 8. August 2013), Bürgermeister von Gärtringen (1953–1983)
- 2000: Erich Gutmann (* 2. Januar 1920; † 24. April 2005), Bürgermeister der damals selbstständigen Gemeinde Rohrau (1945–1971)

### Söhne und Töchter der Gemeinde
- Wilhelm Gmelin (1573–1635), Pfarrer
- Johann Eberhard Rudolf Hiller von Gaertringen (1735–1799), preußischer Generalmajor
- Wilhelm Hofacker (1805–1848), Geistlicher
- Wolfgang Brehm (1944–2017), Rechtswissenschaftler und Hochschullehrer
- Wolfgang Theis (* 1948), Filmwissenschaftler und Ausstellungsmacher, Träger des Verdienstkreuzes am Bande 2011

### Persönlichkeiten, die vor Ort gewirkt haben
- Ludwig Hofacker (1798–1828), Evangelischer Theologe, lebte einige Jahre während der Kindheit in Gärtringen
- Friedrich Sieburg (1893–1964), Journalist, Schriftsteller und Literaturkritiker, lebte seit den 1950er Jahren bis zu seinem Tod in der Villa Schwalbenhof.[15]
- Erich Kiefer (1903–1962), Fabrikant lufttechnischer Anlagen,[16] Bauherr der Villa Schwalbenhof, Träger des Bundesverdienstkreuzes am Bande 1952
- Qianhong Gotsch (* 1968), chinesisch-deutsche Tischtennisspielerin
- Irma Holder (1925–2019), Schlagertexterin (zahlreiche Erfolge als Texterin z. B. für Helene Fischer, Andrea Berg, Howard Carpendale, Patrick Lindner usw.), lebte und starb in Gärtringen.
- Peter Hesse (1944–2004), Schachspieler